# モハーチ・ヴィクトーリア
モハーチ・ヴィクトーリア（ハンガリー語: Mohácsi Viktória、1975年4月1日 - ）は、ハンガリーの政治家。
ベレッチョーウーイファルのロマの家に生まれた。2004年10月29日にブダペスト市長のガーボル・デムスキーと交代し、自由民主同盟所属の欧州議会議員となった。ロマの欧州議会議員はヤーローカ・リーヴィアに次ぎ2人目。2009年7月の欧州議会選挙で票が極右政党のヨッビクに流れ、議席を失った。
彼女の人権活動に対し2008年、ローマで「プレミオ・ミネルヴァ」が贈られた。